# Без име
„Без име“ (на английски: Unknown) е екшън трилър филм от 2011 г. на режисьора Жауме-Колет Сера и участват Лиам Нийсън, Диане Крюгер, Дженюъри Джоунс, Ейдън Куин, Бруно Ганц и Франк Лангела. Филмът, продуциран от Джоел Силвър, Ленърд Голдбърг и Андрю Рона, базиран е на френския роман, написан от Дидие ван Коелер, публикуван е на английски като Out of My Head, в който е адаптиран като сценария на филма от Оливър Бъчър и Стивън Кромуел.